# Lyssomanes limpidus
Lyssomanes limpidus là một loài nhện trong họ Salticidae.
Loài này thuộc chi Lyssomanes. Lyssomanes limpidus được María Elena Galiano miêu tả năm 1980.